# جوزف لیونز
جوزف الیوس لیونز (۱۵ سپتامبر ۱۸۷۹ – ۷ مارس ۱۹۳۹) سیاستمدار استرالیایی و دهمین نخست‌وزیر استرالیا از سال ۱۹۳۲ تا ۱۹۳۹ بود. او از حزب کارگر بوده‌است.

## جستارهای وابسته

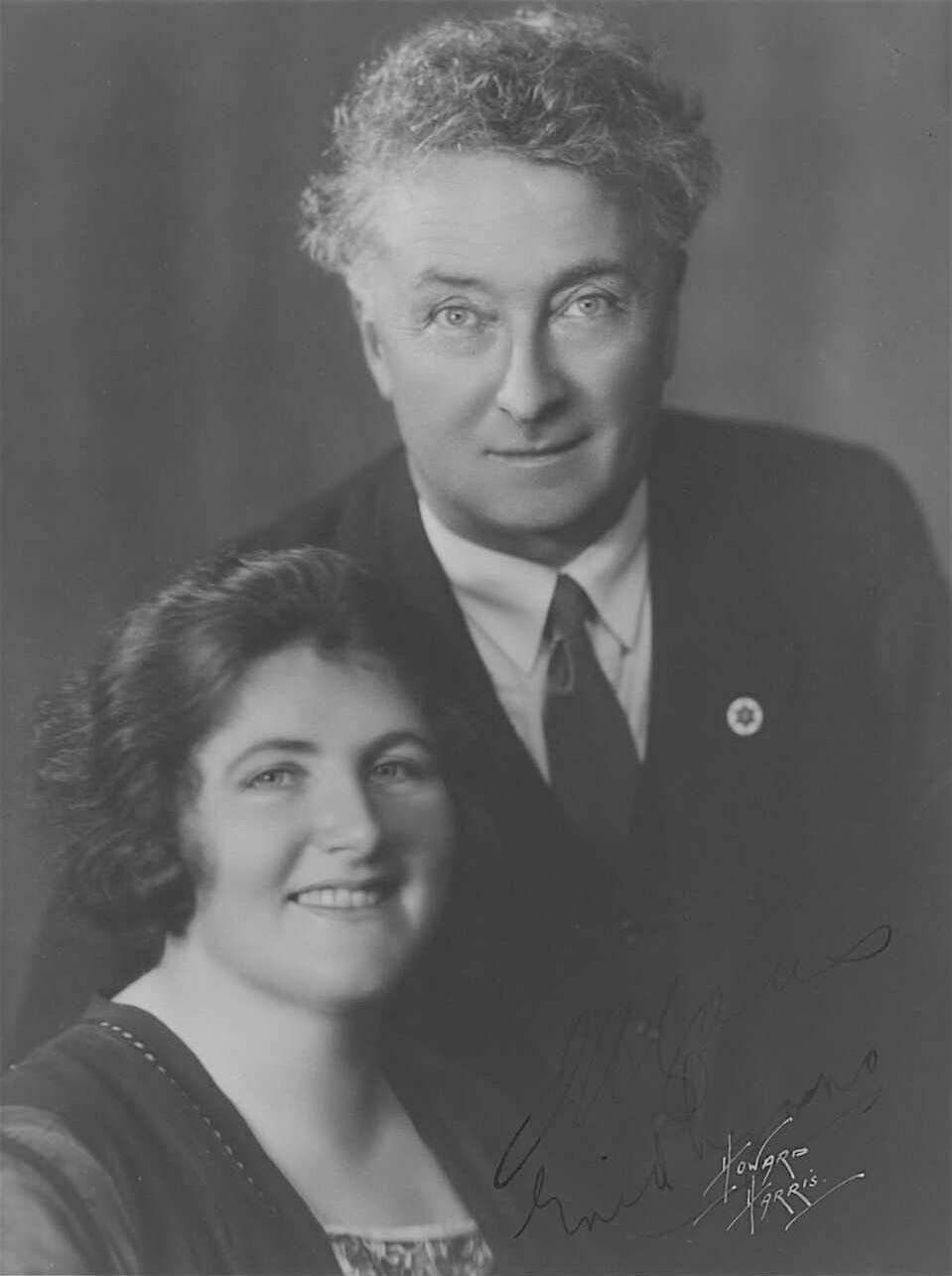
لیون با اولین زن مجلس نمایندگان